# 樂生站 (平安南道)
樂生站（韓語：락생역）是朝鮮民主主義人民共和國平安南道甑山郡樂生里的一個鐵路車站，属于南洞线。

## 邻近车站
南洞线
二鸭站 - 樂生站 - 石多站